# Ви (кана)
ゐ в хирагане и ヰ в катакане — символы японской каны, используемые для записи ровно одной моры. В системе Поливанова записывается кириллицей: «ви», в международном фонетическом алфавите звучание записывается: /ɰi/. В 1946 году был упразднён в результате проведения орфографической реформы, поэтому в современном японском языке почти не используется. В словах, содержащих данный символ, он был заменён на い и イ.

## Происхождение
ゐ появился в результате упрощённого написания кандзи 為, а ヰ произошёл от кандзи 井.

## Написание
|  |  |

## Коды символов вкодировках
- Юникод:
  - ゐ: U+3090,
  - ヰ: U+30F0.